# Stål Bjørkly
Stål Bjørkly (2 agosto 1951) è un allenatore di calcio ed ex calciatore norvegese, di ruolo difensore.

## Carriera
Bjørkly ha vestito la maglia del Molde dal 1969 al 1981. A seguito della promozione arrivata al termine del campionato 1973, ha potuto debuttare nella massima divisione locale. Il Molde ha chiuso la 1. divisjon 1974 al 2º posto, qualificandosi per la Coppa UEFA 1975-1976. Con questa maglia, Bjørkly ha giocato 3 partite nelle fasi finali delle competizioni europee per club. Nel 1986, ha ricoperto l'incarico di allenatore al Træff.